# Stanton County, Nebraska
Stanton County är ett administrativt område i delstaten Nebraska, USA, med 6 129 invånare. Den administrativa huvudorten (county seat) är Stanton.

## Geografi
Enligt United States Census Bureau så har countyt en total area på 1 116 km². 1 114 km² av den arean är land och 3 km² är vatten.

### Angränsande countyn
- Cuming County - öster
- Colfax County - syd
- Platte County - sydväst
- Madison County - väst
- Wayne County - norr